# Иберийская ящерица
Иберийская ящерица (Lacerta schreiberi) — ящерица из семейства настоящих ящериц. Видовое латинское название дано в честь австрийского зоолога Эгида Шрайбера (1836—1913).
Крупный вид, около 13,5 см длиной без учёта хвоста и 38 см длиной с хвостом. Иберийская ящерица известна яркой окраской. Спина зелёная с чёрными пятнами, голова и шея ярко-синие. Низ самца жёлтый. Самка коричнево-зелёная со светло-коричневой головой и обширными чёрными пятнами. Окраска несовершеннолетних похожа на вид взрослой самки.
Рацион состоит из насекомых, пресмыкающихся, молодых птиц и фруктов. Этот дневной вид активен только во время поиска пищи. Ящерица активна с марта по сентябрь, спаривание происходит в апреле или мае. В среднем самки откладывают от 11 до 18 яиц в июне. Не защищает территорию, но противостояние между самцами не является редкостью. Самцы часто имеют длительный физический контакт с самкой, чтобы исключить конкурентов на спаривание.
Вид распространён в Португалии и Испании. Встречается на высоте от 0 до 2100 метров над уровнем моря. Живёт во влажных местах, поросших густым кустарником, на границе лесов, в редколесьях (лиственных, смешанных и сосновых), по берегам рек и ручьёв. Особенно тесно связан с водными потоками в южной части ареала.
Этот вид чувствителен к изменениям среды. Популяциям на юге Испании грозит потеря среды обитания, в основном из-за вырубки лесов, лесные пожары. Этот вид включён в приложение II Бернской конвенции. Встречается в нескольких охранных территориях.